# Neilonella politissima
Neilonella politissima is een tweekleppigensoort uit de familie van de Neilonellidae. De wetenschappelijke naam van de soort is voor het eerst geldig gepubliceerd in 2002 door Okutani & Kawamura.